# Bessho (Klan)

Wappen der Bessho

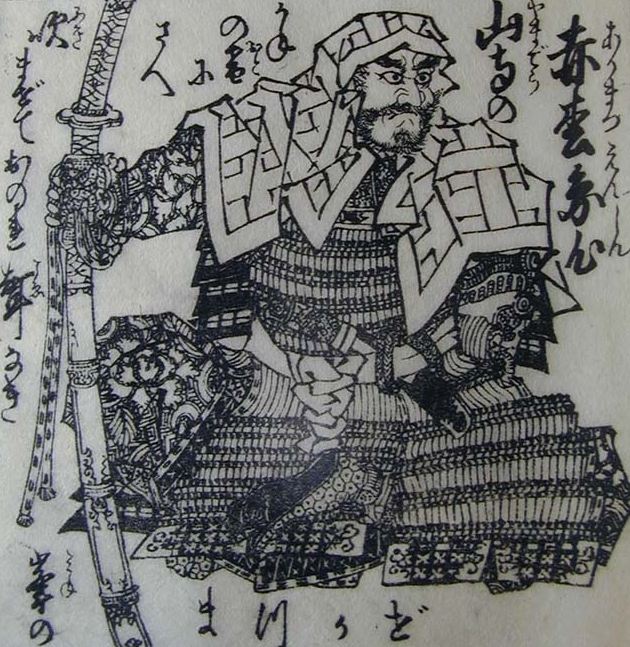
Akamatsu Enshin

Die Bessho (japanisch 別所氏, Bessho-shi) waren eine Familie des japanischen Schwertadels (Buke), die sich von Akamatsu Enshin ableitete und die die Provinz Harima regierte.

## Genealogie
- Nagaharu (長治; 1558–1590) focht vier Jahre gegen Hashiba Hideyoshi, der von Oda Nobunaga beauftragt worden war, die Provinzen des San’yōdō zu unterwerfen. Schließlich wurde seine Burg Miki (三木城) eingenommen, woraufhin er und sein Bruder Tomoyuki Seppuku begingen.

- Toyohara (豊治), ein Sohn Nagaharus, war beim Tode seines Vaters erst 9 Jahre alt. Er erhielt später von Hideyoshi den Titel Bungo no Kami (豊後守), dazu die Burg Ayabe (綾部城) in der Provinz Tamba mit einem Einkommen von 20.000 Koku. 1628 wurde er wegen seiner schlechten Amtsführung abgesetzt.